# ليز ماكان
ليز ماكان (بالإنجليزية: Les McCann)‏ (23 سبتمبر 1935 – 29 ديسمبر 2023) هو عازف بيانو ومغني أمريكي، ولد في 23 سبتمبر 1935 في ليكسينغتون في الولايات المتحدة.

## وصلات خارجية
- ليز ماكان على موقع IMDb (الإنجليزية)
- ليز ماكان على موقع روتن توميتوز (الإنجليزية)
- ليز ماكان على موقع ميوزك برينز (الإنجليزية)
- ليز ماكان على موقع رولينغ ستون (الإنجليزية)
- ليز ماكان على موقع أول موفي (الإنجليزية)
- ليز ماكان على موقع أول ميوزيك (الإنجليزية)
- ليز ماكان على موقع ديسكوغز (الإنجليزية)
- ليز ماكان على موقع قاعدة بيانات الفيلم (الإنجليزية)